# Rechtenstein
Rechtenstein é um município da Alemanha localizado no distrito dos Alpes-Danúbio, região administrativa de Tubinga, estado da Baden-Württemberg.